# Janette Turner Hospital
Janette Turner Hospital (* 12. November 1942 in Melbourne) ist eine australische Schriftstellerin, die neben Romanen auch mehrere Bände mit Kurzgeschichten veröffentlichte, in denen sie die politischen, kulturellen und zwischenmenschlichen Grenzen, die verschiedene Völker trennen, erforschte.

## Leben
Janette Turner Hospital verbrachte ihre Jugend in Brisbane, begann nach dem Schulbesuch ein grundständiges Studium an der University of Queensland, welches sie 1965 mit einem Bachelor of Arts (B.A.) beendete. Sie begann ihre Laufbahn als Lehrerin an abgelegenen High Schools in Queensland. Ende der 1960er Jahre wanderte sie aus und begann ein postgraduales Studium an der Queen’s University in Kingston, das sie 1973 abschloss. Nach ihrem Abschluss unterrichtete sie als Dozentin an Universitäten in Australien, Kanada, England, Frankreich und den USA. Sie war Gastprofessorin und Distinguished Writer in Residence am Massachusetts Institute of Technology (MIT), der Boston University, der Colgate University und der Columbia University in New York. Sie betreute Studenten und unterrichtete einen Kurs als Carolina Distinguished Professor Emerita an der University of South Carolina.

### Romane
In ihren Romanen wird die verfälschende Rolle individueller und kollektiver Erinnerung und die ethische Auseinandersetzung mit Schuld in ländlichen australischen Gemeinschaften am Beispiel zu entlarvender Geheimnisse thematisiert.
1982 erschien ihr Debütroman The Ivory Swings, der mit dem kanadischen Seal Award ausgezeichnet wurde. Der Roman handelt von Juliet, die aus einer Kleinstadt in Kanada nach Südindien zieht, da sie zwischen der Loyalität zur Familie und ihrem Bedürfnis nach Selbstentfaltung gespalten ist. Durch die junge Witwe Yashoda entdeckt Juliet, dass es zu einer Tragödie führen kann, sich den alten Sitten zu widersetzen.
Der 1983 erschienene Roman The Tiger in the Tiger Pit ist ein Psychodrama, in dem ein Familientreffen anlässlich eines Hochzeitstages der Schauplatz schmerzhafter Auseinandersetzungen ist, bei denen Fragmente von Vergangenheit und Gegenwart aufeinanderprallen. Dieses Wiedersehen bietet den Familienmitgliedern einen Rahmen, um ihre Wunden zu untersuchen.
In dem 1985 erstmals erschienenen Roman Borderline werden ein Versicherungsvertreter und ein Kunstkurator Zeugen der Gefangennahme illegaler Einwanderer an der Grenze zwischen Kanada und den USA und helfen einer Frau bei der Flucht. Die ehemaligen Fremden überschreiten Grenzen – zwischen Ländern, zwischen Vergangenheit und Gegenwart, zwischen Realität und Illusion. Das Buch beginnt mit dem Versuch eines Flüchtlings, die amerikanisch-kanadische Grenze in einem Fleischlaster zu überqueren, sich auf mehreren Ebenen zu einem Mysterium entwickelt und sich auch mit Fragen der persönlichen Verantwortung auseinandersetzt.
Im Roman Charade (1988) kommen sich Charade Ryan und Professor Koenig intensiv näher und während ihrer Beziehung erwachen die exotische Geschichte von Charades Leben und die mysteriösen Gestalten aus der Vergangenheit zum Leben und beginnen, sie zu verfolgen. Die Protagonistin sucht nach Antworten sowohl auf persönliche als auch auf metaphysische Dilemmata.
The Last Magician aus dem Jahr 1992 beschreibt Charlie, der für alle Welt ein erfolgreicher Erwachsener, ein gefragter Fotograf ist. Aber er wird von einem grausamen Kindheitsgeheimnis verfolgt, das er mit drei anderen teilt, von denen einer in Schweigen gehüllt ist. Für The New York Times Book Review war der Roman ein ehrgeiziges, intensives und befriedigendes Buch.
Der 1996 erstmals erschienene Roman Oyster handelt von Geschichten von verborgenen Leben und Städten und Opalriffen. Durch schlaue Absicht und manchmal durch diskrete Bestechung oder andere Entsendung von Regierungsvermessern hat sich die Opalminenstadt Outer Maroo von den Karten ferngehalten. Und doch stolpern Menschen in die Stadt, denn der Verführung des Nirgendwo kann man nur schwer widerstehen. Zwei Fremde erreichen Outer Maroo auf der Suche nach einer Stieftochter und einem Sohn, die auf mysteriöse Weise verschwunden sind. In der heißen, ausgedörrten Stadt lastet ein schweres Schuldgefühl. Mercy Given und Old Jess, die von allen „Old Silence“ genannt wird, sehen aus dem Laden von Ma und Bill Beresford. Auf der Veranda von Bernie’s „Last Chance“ warten die Trinker, um eine Bestandsaufnahme der Ausländer zu machen, bevor sie zu ihren Viehbeständen, ihren Schaffarmen oder zu ihren Pfählen in den Opalfeldern zurückkehren. Dukke Prophet überquert die Straße von der Living Word Gospel Hall. Die junge Alice Godwin wimmert. Äußeres Maroo. Einwohnerzahl 87. Hier lebten einst zwei gegensätzliche Kulturen friedlich zusammen – die rohdiamantenen, saufenden, extrem individualistischen Buschleute und die abstinenten, kirchlichen Fundamentalisten. Bis zur Ankunft des Kultmessias Oyster. Oyster ist ein unheimlicher und komplexer Roman über eine Untergrundgemeinde, die bereit ist, alles zu tun, um ihre profitablen Opalfelder geheim zu halten.
In ihrem 2003 erschienenen Roman Due Preparations for the Plague geht es um Lowell, der von einer Untergangsstimmung angesteckt ist. Als geschiedener Vater mit kleinen Kindern fürchtet er den Jahrestag eines entführten Flugzeugs von Paris nach New York, auf dem seine Mutter getötet wurde, als er sechzehn Jahre alt war. Samantha, eine Überlebende der Katastrophe, plagt Lowell mit Telefonanrufen. Sie sagt, sie habe Informationen aus freigegebenen Dokumenten und sei besessen davon, die ganze Wahrheit über Air France 64 zu erfahren. Aber Lowell will nur vergessen. Als sein Vater am Jahrestag der Entführung plötzlich und auf mysteriöse Weise stirbt und Lowell den Schlüssel zu einem Schließfach in einem Flughafenterminal hinterlässt, entfaltet sich eine schreckliche Geschichte vor ihm. Gemeinsam entdecken er und Samantha, dass die unausweichliche Wahrheit aus den Welten der Spionage und des Sammelns von Informationen, die Erfahrung des Terrors und die Bedeutung des Überlebens auf sie zukommt.
Orpheus Lost, ein 2007 erschienener Roman, erzählt von Leela, eine begabte Mathematikerin, die aus ihrer kleinen Stadt im Süden geflohen ist, um in Boston zu studieren. Vom ersten Moment an, als sie Mishka, einen jungen australischen Musiker, in einer U-Bahn auf seiner Geige spielen hört, wird sie von seiner Musik gefesselt und sie werden schnell ein Liebespaa. Der Roman ist eine Neuinterpretation der Orpheus-Geschichte, in der Leela auf der Suche nach der Wahrheit – und dem Mann, den sie liebt – in eine Unterwelt voller Entführung, Folter und Verzweiflung reist. Der Roman spiegelte die allgegenwärtige Angst vor dem Terrorismus nach den Terroranschlägen vom 11. September 2001 wider wie bereits der vorherige Roman Due Preparations for the Plague.
Im Roman The Claimant (2014) werden im zeitlichen Umfeld des turbulenten Politsommers 1968 vier sehr unterschiedliche Menschen beschrieben, deren Lebenswege untrennbar miteinander verflochten sind. Alle vier sind Gestaltwandler, Identitätswechsler, zwei aus kriminellen Gründen, zwei aus schuldlosen Überlebenszwecken. Einer der vier ist ein glatter Betrüger, ein Charmeur im Stil von Bernie Madoff, stilvoll, Gentleman, edel und gewissenlos. Ein anderer ist ein ebenso charmanter und noch glatterer Serienmörder, der niemals Verdacht erregt. Die vier Leben sind verstreut nach Vietnam, nach Frankreich, nach Australien, werden aber 1996 in Manhattan für den Prozess gegen den Vanderbilt-Ankläger und einen angespannten Thriller-Höhepunkt wieder zusammengeführt. Das Buch wurde für eine Nominierung für den International DUBLIN Literary Award vorgeschlagen. In dem Buch untersuchte sie Fragen der Identität und der sozialen Klasse.

### Kurzgeschichten
In den 1987 in der Sammlung Dislocations erschienenen Kurzgeschichten geht es um die Suche nach dem Platz in einer Welt, in der die Charaktere zu wurzellosen Reisenden geworden sind, Exilanten, die ein intimes Wissen über Dislokation teilen: aus ihrer Kultur, aus ihren Heimatländern, aus sich selbst. Ihre intimen Geschichten fangen die Wendepunkte im Leben der Figuren ein, von indischen Liebhabern an einem letzten romantischen Wochenende vor ihrer arrangierten Hochzeit bis zum willkommenen Zuhause einer Tochter nach Jahren des Reisens.
Die Kurzgeschichten in Isobars (1990) spielen in Kanada, Australien und Amerika und zeigen eine Vielzahl von Charakteren in Krisensituationen und der Suche nach ultimativer Erleuchtung. In allen Geschichten geht es um Erinnerungen und die Natur der Zeit.
Die 1995 veröffentlichte Kurzgeschichtensammlung Collected Stories vereint in einem Band eine Reihe von Geschichten, die die Autorin in 25 Jahren geschrieben hat. Ihre Prosa enthüllt das Innenleben einer Galerie von Charakteren zwischen den Kulturen, wobei einige Klassen-, Geschlechts- und Rassengrenzen überschreiten und in unbekannte und unvorhersehbare physische Welten versetzt sind. Andere Geschichten überschreiten Grenzen zwischen Vergangenheit und Gegenwart und verwischen Erinnerung und Wahrnehmung in Momenten der Krise und Erleuchtung.
2016 erschien mit North of Nowhere, South of Loss ferner eine weitere Sammlung von Kurzgeschichten, in denen die Charaktere zwischen Entfremdung und Zugehörigkeitsgefühl oszillieren.
Sie hat für ihre bislang neun Romane und fünf Kurzgeschichtensammlungen zahlreiche Preise wie 2003 den Patrick White Award, den kanadischen Seal Award sowie Nominierungen für den Miles Franklin Award und die Adelaide Festival National Fiction Awards erhalten. Ihre Werke wurden zudem in mehreren fremdsprachigen Sammlungen veröffentlicht.

### PseudonymAlex Juniper
Unter dem Pseudonym Alex Juniper erschien 1990 A Very Proper Death ist Thriller um eine erstklassige Immobilienmaklerin, deren Leben nicht so geordnet ist, wie es scheint. Erpressung oder Tod sind wahrscheinliche Schlussfolgerungen für ihre Täuschung.

## Veröffentlichungen
- The Ivory Swings, Roman, 1982, ISBN 978-0-7022-2325-9
- The Tiger in the Tiger Pit, Roman, 1983, ISBN 978-0-7022-2286-3
- Borderline, Roman, 1985, ISBN 978-0-7022-3400-2
- Dislocations, Kurzgeschichten, 1987, ISBN 978-0-393-30681-1
- Charade, Roman, 1988, ISBN 978-0-7710-4218-8
- Isobars, Kurzgeschichten, 1990, ISBN 978-0-7710-4223-2
- The Last Magician, Roman, 1992, ISBN 978-0-7710-4224-9
- Collected Stories, 1970–1995, Kurzgeschichten, 1995, ISBN 978-0-7022-3240-4
- Oyster, Roman, 1996, ISBN 978-0-7304-4467-1
- Due Preparations for the Plague, Roman, 2003, ISBN 978-0-00-748533-8
- Orpheus Lost, Roman, 2007, ISBN 978-0-7304-0038-7
- Forecast. Turbulence, Kurzgeschichten, 2011, ISBN 978-0-7322-9444-1
- The Claimant, 2014, ISBN 978-1-5334-4841-5
- Janette Turner Hospital Collected Stories, Kurzgeschichten, 2015, ISBN 978-0-7022-5615-8
- North of Nowhere, South of Loss, Roman, 2016, ISBN 978-0-00-739486-9

Pseudonym „Alex Juniper“
- A Very Proper Death, Roman, 1990, ISBN 978-0-14-013982-2

in deutscher Sprache
- Auf einer indischen Schaukel, Roman, Übersetzung Maria Mill, 1994, ISBN 978-3-499-13461-6
- Der Tiger in seiner Höhle, Roman, Übersetzung Maria Mill, 1995, ISBN 978-3-499-13615-3
- Oyster, Roman, Übersetzung Maria Mill, ISBN 978-3-7701-4602-4

## Hintergrundliteratur
- (Be)Longing in the Writing of Janette Turner Hospital: Eclipsing the constitutive force of discourse, in: Bronwyn Davies: (In)scribing Body/landscape Relations, 2000, ISBN 978-0-7425-0320-5, 233 ff. (Onlineversion (Auszug))
- „Multiple Exposures“: Spatial Dilemma of Postmodern Artistic Identity in the Fiction of Janette Turner Hospital, in: Flight from Certainty. The Dilemma of Identity and Exile, 2001, ISBN 978-90-420-1585-2, S. 177 ff. (Onlineversion (Auszug))
- Bronwyn Davies: Eclipsing the Constitutive Power of Discourse: The Writing of Janette Turner Hospital, in: Working the Ruins. Feminist Poststructural Theory and Methods in Education, 2002, ISBN 978-1-135-96147-3, S. 179 ff. (Onlineversion (Auszug))
- Gero von Wilpert: Lexikon der Weltliteratur. Fremdsprachige Autoren, Band I A–K, Stuttgart 2004, 2008, ISBN 978-3-520-84301-2, S. 813
- By the Book. A Literary History of Queensland, 2007, ISBN 978-0-7022-3468-2 (Onlineversion (Auszug))
- Belina McKay: In Extremic: Apocalyptic Imaginings in Janette Turner Hospital’s Post 9/11 Novels, in: Memory and the Wars on Terror. Australian and British Perspectives, 2017, ISBN 978-3-319-56976-5, S. 145 ff. (Onlineversion (Auszug))
- Anja I. Müller: Travel in No Man’s Land: Closure and transgression in Janette Turner Hospital’s „Oyster“, in: Being/s in Transit. Travelling – Migration – Dislocation, 2021, ISBN 978-90-04-49029-1, S. 141 ff. (Onlineversion (Auszug))